# Hans Jürgen Tschiedel
Hans Jürgen Tschiedel (* 19. April 1941 in Warnsdorf) ist ein deutscher Klassischer Philologe.

## Leben
Nach dem Studium der Klassischen Philologie und Germanistik in Erlangen und Wien wurde er 1969 in Erlangen mit der Dissertation Phaedra und Hippolytus promoviert. Mit der Arbeit Untersuchungen zu Caesars Anticato und kritische Neuausgabe des Bellum Alexandrinum konnte er sich 1976 für Klassische Philologie habilitieren und wurde 1976 Privatdozent am Erlanger Seminar für Klassische Philologie. 1982 erhielt er einen Ruf als ordentlicher Professor und Lehrstuhlinhaber an die Katholische Universität Eichstätt. Er nahm den Ruf an und behielt diese Stelle, bis er am 30. September 2007 in den Ruhestand versetzt wurde, blieb der Universität jedoch als emeritierter Professor bis 2009 erhalten.
Von 1985 bis 2006 war Tschiedel Leiter der Abteilung Klassische Philologie in der Görres-Gesellschaft.

## Schriften (Auswahl)
- Phaedra und Hippolytus – Variationen eines tragischen Konfliktes. Erlangen 1970. OCLC 615208484(zugl. Dissertation Erlangen 18. Dez. 1969)
- Caesars Anticato. Eine Untersuchung der Testimonien und Fragmente. Wissenschaftliche Buchgesellschaft, Darmstadt 1981, ISBN 3-534-08064-5.
- Lucan und die Tränen Caesars. Minerva, München 1985, ISBN 3-597-30046-4.
- mit M. Korn (Hrsg.): Ratis omnia vincet. Untersuchungen zu den Argonautica des Valerius Flaccus. (= Spudasmata. 48). Hildesheim 1991, ISBN 3-487-09410-X.